# Another Mind
Another Mind — дебютный студийный альбом джазового композитора и пианистки Хироми Уэхары, выпущен в 2003 году под псевдонимом «Hiromi», отмечен премией Japan Gold Disc Award в номинации «Иностранный джазовый альбом 2004 года».

## Список композиций
Автор всех песен — Уэхара Хироми
1. XYZ — (5:37)
2. Double Personality — (11:57)
3. Summer Rain — (6:07)
4. Joy — (8:29)
5. 010101 (Binary System) — (8:23)
6. Truth and Lies — (7:20)
7. Dançando no Paraiso — (7:39)
8. Another Mind — (8:44)
9. The Tom and Jerry Show — (6:05)

## Участники записи
- Хироми Уэхара — фортепиано
- Mitch Cohn — бас
- Dave DiCenso — ударные

приглашённые артисты:
- Anthony Jackson — бас
- Jim Odgren — альтовый саксофон
- David Fiuczynski — гитара